# Список особо охраняемых природных территорий Марий Эл
По состоянию на июнь 2017 года природно-заповедный фонд Республики Марий Эл включает 58 особо охраняемых природных объектов (ООПТ), в том числе:
- 3 ООПТ федерального значения:
  - Государственный природный заповедник «Большая Кокшага»;
  - Национальный парк «Марий Чодра»;
  - Ботанический сад-институт Поволжского государственного технологического университета;
- 50 ООПТ регионального (республиканского) значения[3]:
  - 9 государственных природных заказников;
  - 41 памятник природы;
- 5 ООПТ местного (муниципального) значения.

Общая площадь ООПТ составляет 105,5 тыс. га (из них федерального значения — 58,303 тыс. га, республиканского — 46,7 тыс. га, местного — 0,508 тыс. га) или 4,5 % от общей площади республики.

## Список ООПТ

### Государственные природные заповедники
| № | Наименование    | Дата основания | Местоположение                        | Площадь, га | Описание |
| - | --------------- | -------------- | ------------------------------------- | ----------- | --- |
| 1 | Большая Кокшага | 14 марта 1993  | Килемарский район, Медведевский район | 21 405      | Создан в целях сохранения и изучения уникальных природных комплексов бассейна реки Большая Кокшага. Находясь на стыке трёх лесорастительных зон, представляет собой типичный участок Марийской низменности. |

### Государственные национальные парки
| № | Наименование | Дата основания   | Местоположение                                       | Площадь, га | Описание |
| - | ------------ | ---------------- | ---------------------------------------------------- | ----------- | --- |
| 1 | Марий Чодра  | 13 сентября 1985 | Волжский район, Звениговский район, Моркинский район | 36 600      | Территория парка покрыта сосновыми борами и хвойно-широколиственными лесами. К числу охраняемых видов, произрастающих на территории парка, относится ковыль перистый, пыльцеголовник красный, лилия кудреватая. В старицах произрастает белоснежная кувшинка. Под пологом леса можно встретить такое редкое растение, как венерин башмачок. В парке встречается 42 вида, занесённых в Красную книгу Республики Марий Эл. |

### Государственные природные заказники республиканского значения
| № | Наименование                                            | Дата основания | Местоположение                                                                     | Площадь, га | Описание |
| - | ------------------------------------------------------- | -------------- | ---------------------------------------------------------------------------------- | ----------- | --- |
| 1 | Комплексный заказник «Горное Заделье»                   | 1997           | Куженерский район                                                                  | 562         | Целью создания заказника является охрана памятника народных промыслов, геологического и ботанического памятника природы «Нолькин камень», сохранения редких растений, занесённых в Красные книги России и Республики Марий Эл. Здесь охраняются штольни-каменоломни, где изготавливались мельничные жернова, а также редкие растения — венерин башмачок, лилия кудреватая, голокучник Роберта, реброплодник уральский.                                                                  |
| 2 | Биологический заказник «Холодный ключ»                  | 2002           | Мари-Турекский район, в лесном урочище «Холодный ключ» к югу от посёлка Мари-Турек | 123,3       | Образован с целью сохранения, восстановления, изучения популяций редких видов растений: живокости клиновидной, зеленчука жёлтого, лилии кудреватой, медуницы мягкой и осоки горной, занесённых в Красную книгу Республики Марий Эл. Заказник имеет важное средообразующее, природоохранное, научное и просветительское значение, образован на бессрочный период. |
| 3 | Комплексный заказник «Каменная Гора»                    | 2003           | Куженерский район, Моркинский район                                                | 1294        | Образован с целью сохранения, восстановления, изучения уникальных объектов: своеобразного ландшафта, популяций редких видов растений, занесённых в Красную книгу Республики Марий Эл (6 видов), реликтовой популяции ели сибирской и родника Казанской Божьей Матери. Реликтовая популяция ели сибирской сохранилась здесь с предбореальной фазы среднего голоцена. Имеет важное средообразующее, природоохранное, научное и просветительское значение. Образован на бессрочный период. |
| 4 | Биологический заказник «Марьерский»                     | 1982           | Звениговский район, на озёрах Большой и Малый Марьеры                              | 109         | Создан в целях сохранения природного биологического комплекса, обеспечения установленного режима охраны реликтового исчезающего растения — водяного ореха (чилима), занесённого в Красную книгу Республики Марий Эл, проведения научных исследований биологии водяного ореха, ведения экологического мониторинга. |
| 5 | Лесомелиоративный заказник «Лебедань»                   | 1977           | Звениговский район, на левобережной пойме реки Большая Кокшага                     | 1666        | Образован в целях охраны высокопроизводительного лесного массива, возникшего на осушенном в 1912 году болоте «Лебедань». Заказник имеет важное средообразующее, природоохранное и научное значение. Заказник образован на бессрочный период, является лесомелиоративным. |
| 6 | Биологический заказник «Тогашевский»                    | 2000           | Килемарский район, по реке Рутка                                                   | 3419        | Образован с целью сохранения, восстановления, изучения мест обитания и численности редких и исчезающих видов животных и растений, а также видов, ценных в хозяйственном, научном и культурном отношении. |
| 7 | Биологический заказник «Емешевский»                     | 1994           | Горномарийский район                                                               | 5800        | Организован сроком на 10 лет с целью охраны и воспроизводства поголовья сурка обыкновенного, выпущенного в охотничьи угодья в урочище «Почисти» в 1993 году, а также сохранения его обитания и поддержания целостности естественных сообществ. В целях дальнейшей акклиматизации сурка обыкновенного и дальнейшего его расселения по охотничьим угодьям Республики Марий Эл срок действия заказника продлён до 2014 года.                                                               |
| 8 | Биологический заказник «Моркинский»                     | 2002           | Моркинский район                                                                   | 9500        | Организован сроком на 10 лет с целью охраны и воспроизводства диких животных, сохранения среды их обитания и поддержания целостности естественных сообществ. |
| 9 | Комплексный (ландшафтный) заказник «Марийское Присурье» | 2014           | Горномарийский район                                                               | 9000        | Образован с целью сохранения уникальных ландшафтов Горномарийского района, включающих массивы водораздельных широколиственных лесов и травяные фитоценозы долины реки Суры, а также сохранение редких и исчезающих видов растений и животных, занесённых в Красную книгу Российской Федерации и Красную книгу Республики Марий Эл. |

### Памятники природы республиканского значения
Документы, в разные годы определившие статус памятников природы:
- Постановление Совета Министров МАССР от 4 октября 1974 г. № 660 «О признании водных объектов памятниками природы и культуры Марийской АССР»[20];
- Постановление Совета Министров Марийской АССР от 30 декабря 1976 г. № 868 «Об утверждении мероприятий по усилению охраны памятников природы, диких животных и растений, находящихся под угрозой исчезновения»: утверждён список «памятников природы и культуры, подлежащих передаче под охрану предприятиям и учреждениям»[21];
- Постановление Совета Министров МАССР от 15 июля 1987 г. № 353 «О государственных памятниках природы Марийской АССР»[22]: памятниками природы признаны 46 объектов;
- Постановление Правительства Республики Марий Эл от 31 марта 1993 г. № 109 «Об установлении границ и площадей особо ценных угодий на землях сельскохозяйственного назначения»: установлены границы земель природоохранного назначения, прилагается перечень памятников природы. Объявление этих объектов памятниками природы отдельным пунктом постановления сделано не было. Таким образом, к уже существующим 46 памятникам природы добавилось ещё 10, юридический статус которых определён нечётко (озера — Лужьяры, Светлое, Карасьяры, Шамьяры, Гусинец, болота — Большеозерское, Волчье, Козиковское, Шереметьевский парк и реликтовые леса в Параньгинском районе). Вместе с тем, этими постановлениями не установлены границы двух памятников природы, принятых в 1987 году (озеро Карасьяр и болото Березовое);
- Постановление Правительства Республики Марий Эл от 9 марта 1994 г. № 59 «Об утверждении проектов установления границ земель природоохранного, природозаповедного, историко-культурного назначения и ограниченного пользования на землях лесохозяйственных предприятий в границах административных районов и сводных материалов по Республике Марий Эл»[23];
- Постановление Правительства Республики Марий Эл от 14 июля 2008 г. № 182 «О памятниках природы республиканского значения Республики Марий Эл»[24];
- Постановление Правительства Республики Марий Эл от 4 июня 2014 г. № 284 «Об особо охраняемых природных территориях республиканского значения Республики Марий Эл».

| №  | Наименование                                | Дата основания | Местоположение                                                                      | Площадь, га | Описание |
| -- | ------------------------------------------- | -------------- | ----------------------------------------------------------------------------------- | ----------- | --- |
| 1  | Болото Железное                             | 1974           | Волжский район                                                                      | 40          | Округлое полузаросшее озеро на сельхозугодьях «КПД Эмековское». Болото окружено полями и узкой полосой пастбища. Охране подлежит орнитофауна и флора болота. Объект имеет научное, учебно-просветительское значение. |
| 2  | Болото Березовое                            | 1974           | Волжский район, в 2 км к северо-востоку от станции Помары рядом с деревней Кукшенер | 26          | Болото округлой формы, глубиной от 25 до 150 см. Вокруг болота обширное пастбище. По побережью нет никакой древесной и кустарниковой растительности. Уникальное место обитания большого разнообразия птиц. Объявлен памятником природы с целью сохранения ценных, редких и исчезающих растений и птиц. Объект имеет научное и учебно-просветительское значение. |
| 3  | Кедровая роща (1910 г.)                     | 1987           | Горномарийский район, на западе района                                              | 0,4         | Посадки сибирского кедра 1910 года. Охране подлежит древостой кедра и другая растительность. Объект имеет научное и учебно-просветительское значение. |
| 4  | Нагорная дубрава                            | 1987           | Горномарийский район, на западе района                                              | 11          | Липово-дубовый древостой с ильмом и клёном. Охране подлежит дубовый древостой (~250 лет), кустарниковый и травяной покров. Объект имеет научное и учебно-просветительское значение. |
| 5  | Озеро Карасьяр                              | 1976           | Горномарийский район, на северо-западе района                                       | 25,5        | Озеро междюнное, провального характера, с высокой прозрачностью воды. Площадь озера 25,5 га, глубина до 15 м. Охране подлежит озеро и растительность в охранной зоне (полушник озёрный). Озеро имеет научное значение как эталонный участок природы республики. |
| 6  | Озеро Нужьяр                                | 1987           | Горномарийский район, на северо-западе района                                       | 34,3        | Междюнное озеро площадью 34 га и глубиной до 15 м с карстовым провалом, с очень чистой и прозрачной водой. Охране подлежит водоём и растительность в охранной зоне озера. Объект имеет эстетическое значение. |
| 7  | Болото Карасьяр                             | 1987           | Горномарийский район, на северо-западе района                                       | 1604        | Сфагновое болото верхового и низинного типов торфяной залежи. Объект имеет водоохранное и рекреационное значение. |
| 8  | Болото Волчье                               | 1994           | Горномарийский район, на севере района                                              | 1380        | Сфагновое болото верхового и переходного типов торфяной залежи. Охране подлежат ценные болотные ягодники (клюква, черника, голубика) и боровая дичь. Объект имеет водоохранное, водорегулирующее и рекреационное значение. |
| 9  | Болото Большеозерское                       | 1976           | Горномарийский район, на северо-западе района                                       | 1260        | Верховое сфагновое болото озёрного происхождения карстового характера. Охране подлежит ягодник и торфяная залежь. Болото имеет научное и водоохранное значение. |
| 10 | Озеро Малый Мартын                          | 1974           | Звениговский район                                                                  | 11,3        | Междюнное озеро площадью 14 га и глубиной до 8 м на северо-востоке района. Охране подлежит водоём и растительность в охранной зоне озера. Объект имеет эстетическое и рекреационное значение. |
| 11 | Озеро Таир                                  | 1974           | Звениговский район                                                                  | 50,5        | Озеро карстового происхождения в центральной части Звениговского района между автодорогой Йошкар-Ола — Кокшайск и рекой Малая Кокшага. Площадь — 63 га, глубина — до 10 м. Охране подлежат водоём и древесно-кустарниковая растительность в охранной зоне озера. Объект имеет эстетическое и рекреационное значение. |
| 12 | Озеро Шордыер                               | 1974           | Звениговский район                                                                  | 13,8        | Междюнное озеро площадью 16 га и глубиной до 5 м на западе района в двух километрах от правого берега реки Большая Кокшага. Охране подлежит водоём и растительность в охранной зоне озера. Объект имеет рекреационное значение. |
| 13 | Озеро Лисичкино                             | 1974           | Звениговский район                                                                  | 20,8        | Междюнное озеро овальной формы площадью около 27 га и глубиной до 19 м на западе района в трёх километрах от правого берега реки Большая Кокшага. Охране подлежит водоём и растительность в охранной зоне озера. Объект имеет рекреационное значение. |
| 14 | Болото Большое                              | 1976           | Звениговский район, на северо-западе района                                         | 746         | Болото верхового типа. Охране подлежит торфяник с дикорастущими ягодниками. Объект имеет водоохранное и воспроизводственное значение для фауны. |
| 15 | Болото Сорочинское                          | 1987           | Звениговский район, на северо-западе района                                         | 150         | Болото верхового, смешанного и низинного типов торфяной залежи. Охране подлежит залежь, местообитание бобров и водоплавающей дичи. Объект имеет водоохранное значение. |
| 16 | Река Шуйка                                  | 1976           | Звениговский район                                                                  | 64          | Левый приток р. Малая Кокшага с холодной водой и песчаным дном. Охране подлежит ихтиофауна (хариус европейский). Объект имеет научное значение. |
| 17 | Роща лиственницы сибирской                  | 1987           | Килемарский район                                                                   | 0,7         | Посадки лиственницы сибирской 1904 года площадью 0,7 га в центральной части района. Охране подлежит древесно-кустарниковая растительность и травяной покров. Объект имеет научное значение. |
| 18 | Кумъяры (три озера)                         | 1976           | Килемарский район                                                                   | 121         | Три озера (Верхнее, Среднее и Нижнее) — междюнные озёра с прозрачной водой на юго-западе района. Охране подлежат водоём, древесно-кустарниковая растительность в водоохранной зоне озёр. Объект имеет рекреационное значение. |
| 19 | Болото Куплонгское (Куплангское)            | 1987           | Килемарский район                                                                   | 4988        | Болото верхового, переходного, смешанного и низинного типов торфяной залежи площадью 4988 га на юго-западе района. Самое крупное из охраняемых болот. Охране подлежат: торфяная залежь, ценные болотные ягодники, боровая дичь. Объект имеет научное, водоохранное и рекреационное значение. |
| 20 | Тыр-болото                                  | 1976           | Килемарский район, на западе района                                                 | 1050        | Болото верхового и переходного типов. Охране подлежат ценные болотные ягодники, торфяная залежь. Объект имеет водоохранное и рекреационное значение. |
| 21 | Болото Мадарское                            | 1987           | Килемарский район                                                                   | 230         | Болото низинного типа площадью 230 га в центральной части района. Охране подлежит торфяная залежь и растительность. Объект имеет научное и водоохранное значение. |
| 22 | Озеро Лужьер                                | 1974           | Килемарский район                                                                   | 96          | Междюнное озеро овальной формы площадью 96 га и глубиной до 2 м на юго-западе района. Охране подлежат: водоём, места гнездования и отдыха водоплавающих птиц и растительность в охранной зоне озера. Объект имеет рекреационное значение. |
| 23 | Озеро Шамьяры                               | 1974           | Килемарский район                                                                   | 82,8        | Междюнное озеро округлой формы площадью 86 га на юге района. Охране подлежат: водоём, места отдыха и гнездования водоплавающих птиц, растительность в охранной зоне озера. Объект имеет рекреационное значение. |
| 24 | Эталонные насаждения ели                    | 1987           | Куженерский район                                                                   | 25          | Высокопроизводительный ельник с примесью берёзы, пихты и вяза площадью 25 га на юге Куженерского района. Охране подлежит древесно-кустарниковая растительность. Объект имеет научное и учебно-просветительское значение на площади 10 га. |
| 25 | Река Ирека                                  | 1996           | Мари-Турекский район                                                                | 40          | Зоологический памятник природы включает реку Иреку от её истока на южной окраине деревни Юмочка до впадения в реку Уржумка без притоков. Этот памятник природы создан с целью сохранения редкого вида рыбы хариуса европейского и его местообитания. |
| 26 | Болото Мартын                               | 1976           | Медведевский район, юг района                                                       | 787         | Болото переходного типа. Охране подлежит торфяная залежь, местообитание водоплавающей боровой дичи. Объект имеет научное и водоохранное значение. |
| 27 | Болото Криуль                               | 1987           | Медведевский район, северо-запад района, по левому берегу реки Большая Кокшага      | 61          | Болото низинного типа, мелкозалежное, травяно-осоковое. Охране подлежит торфяная залежь — местообитание чёрного аиста, бобров, водоплавающей дичи. Объект имеет научное и водоохранное значение. |
| 28 | Озеро Большой Мартын                        | 1974           | Медведевский район, юг района                                                       | 63,8        | Междюнное озеро. Охране подлежит водный источник и растительность в охранной зоне озера. Объект имеет рекреационное значение. |
| 29 | Геологический памятник природы Карман Курык | 1976           | Моркинский район                                                                    | 36          | Крутые северные и восточные склоны с породами казанского яруса пермской системы. В составе породы характерны известняки, доломиты, мергеля, глины, песчаники. Обнажения коренных пород Карман-Курык очень напоминают отложения пород казанского яруса возле села Печищи в Татарстане. Другая особенность Карман-Курык — это карстовые явления. Охране подлежат: склоны горы, покрытые древесно-кустарниковой и травянистой растительностью (заросли гроздовника полулунного или ключ-травы), карстовая пещера. Объект имеет научное и учебно-просветительское значение. |
| 30 | Озеро Табашинское                           | 1974           | Оршанский район                                                                     | 20,7        | Карстовое озеро площадью 26 га, округло-овальной формы с чистой водой на севере района. Это самое глубокое озеро на территории Республики Марий Эл. Его глубина достигает 55,3 м. Охране подлежит водоём и растительность в охранной зоне озера. Объект имеет научное, эстетическое и рекреационное значение. |
| 31 | Реликтовые леса                             | 1994           | Параньгинский район                                                                 | 48          | Эталонные посадки сибирского кедра, три участка общей площадью 48 га. Охране подлежит древостой, кустарниковая и травянистая растительность. Объект имеет учебно-просветительское значение. |
| 32 | Лиственничные рощи (1905 г.)                | 1976           | Сернурский район                                                                    | 3           | Посадки лиственницы сибирской 1905 года площадью 3 га. Охране подлежит древесно-кустарниковая растительность. Объект имеет научное и учебно-просветительское значение. Уникальность данного участка состоит в том, что на его примере можно охарактеризовать потенциальные возможности данной породы, дающей высокие приросты как в высоту, так и по диаметру. Эта роща, восхищающая своей красотой, стройностью, подтверждает умение человека создавать прекрасные рукотворные леса. Роща отличается высокой продуктивностью. И, хотя она моложе широко известной в научном мире Линдуловской рощи (260 лет), по красоте, стройности стволов, размерам она не уступает своей старшей сестре. |
| 33 | Болото Шидыяр (Туриловское)                 | 1976           | Юринский район, на востоке района                                                   | 1007        | Болото верхового типа. Охране подлежат ценные болотные ягодники и древесно-кустарниковая растительность. Объект имеет научное, учебно-просветительское и водоохранное значение. |
| 34 | Болото Подвесное                            | 1987           | Юринский район, на северо-востоке района                                            | 801         | Болото верхового типа. Охране подлежат ценные болотные ягодники и древесно-кустарниковая растительность, а также боровая дичь. Объект имеет научное и водоохранное значение. |
| 35 | Озеро Светлое                               | 1976           | Юринский район                                                                      | 8           | Озеро междюнное округлое площадью 10 га в центральной части района. Охране подлежит водоём, водная растительность (аир обыкновенный, полушник щетинистый) и растительность в охранной зоне озера. Объект имеет научное значение. |
| 36 | Озеро Гусинец                               | 1994           | Юринский район                                                                      | 8,2         | Озеро междюнное, овальное площадью 9 га в центральной части района. Охране подлежит водоём и растительность в охранной зоне. Озеро имеет рекреационное значение. |
| 37 | Болото Козиковское                          | 1976           | Юринский район                                                                      | 243         | Болото верхового типа площадью 749 га в северо-восточной части Юринского района. Охране подлежат ценные болотные ягодники и древесно-кустарниковая растительность. Объект имеет рекреационное и водоохранное значение. |
| 38 | Сендинская лиственничная роща               | 2012           | Мари-Турекский район                                                                | 3,2         | Целью создания памятника природы является сохранение уникального природного объекта — ценных лесных культур лиственницы Сукачёва, имеющих естественное возобновление. Массив лиственницы Сукачёва является старейшим в Мари-Турекском районе и одним из немногих участков спелых насаждений породы в Республике Марий Эл. Возраст культур более 100 лет. Насаждения на территории памятника природы представлены широким разнообразием ценотических групп, расположенных на трёх смежных участках, имеющих различные лесоводственные характеристики. Под пологом материнского древостоя наблюдается естественное возобновление лиственницы. Территория отличается оригинальными почвенно-экологическими условиями произрастания. В пределах охранной зоны памятника природы также произрастают куртины старовозрастных деревьев лиственницы Сукачёва и её самосев. |
| 39 | Урочище Йошкар Сер                          | 2013           | Моркинский район                                                                    | 69          | Эрозионный склон уступа Юрдурской возвышенности протяжённостью около 3,5 километра. Территория урочища почти полностью покрыта древесной растительностью с преобладанием лиственных пород, открытые участки занимают суходольные и долинные луга. Создан с целью сохранения уникального, живописного ландшафта природного объекта, включающего геологические отложения и гидрологическую сеть, а также сохранение редких видов растений и животных, занесённых в Красную книгу Российской Федерации и Красную книгу Республики Марий Эл. |
| 40 | Озеро Солёное                               | 2016           | Медведевский район                                                                  | 92,3        | Целью создания памятника природы является сохранение в естественном состоянии водного биоценоза, а также прибрежного лесного биоценоза, как мест обитания редких видов растений и животных, занесённых в Красную книгу Российской Федерации и Красную книгу Республики Марий Эл. В целях сохранения памятника природы и предотвращения неблагоприятного антропогенного воздействия на него в соответствии с пунктом 21 Правил создания охранных зон отдельных категорий особо охраняемых природных территорий, установления их границ, определения режима охраны и использования земельных участков и водных объектов в границах таких зон, утверждённых постановлением Правительства Российской Федерации от 19 февраля 2015 г. N 138, указом Главы Республики Марий Эл создаётся охранная зона памятника природы, устанавливаются её границы и утверждается положение о ней. К территории памятника природы относится водный объект — озеро Солёное и произрастающие вокруг него сосновые леса со значительной примесью берёзы, заболоченные ельники и черноольшаники. Озеро имеет овальную форму и вытянуто с запада на восток. Площадь озера составляет 9,2 га. Котловина озёрной ванны имеет форму плавно углубляющейся ложбины с пологим восточным склоном и крутым западным, симметричными северными и южными склонами. На территории памятника природы произрастают 7 видов редких растений, лишайников, грибов, занесённых в Красную книгу Республики Марий Эл, обитают 11 видов редких видов беспозвоночных и позвоночных животных, занесённых в Красную книгу Российской Федерации и Красную книгу Республики Марий Эл. По берегам озера Солёное характерно произрастание группы видов растений, предпочитающих берега солоноватых водоёмов. |
| 41 | Остепнённые склоны и леса по реке Пича      | 2017           | Новоторъяльский район                                                               | 35          | Целью объявления природного объекта памятником природы является сохранение уникальных участков долины реки Пича, прибрежного лесного биоценоза, а также сохранение редких видов растений и животных, занесённых в Красную книгу Российской Федерации и Красную книгу Республики Марий Эл. К территории памятника природы относятся остепнённые склоны южной экспозиции, долина реки Пича с долинными лугами и сероольшаниками, склоны северной экспозиции с произрастающими на них еловыми и берёзовыми лесами. На территории памятника природы произрастают 2 вида редких растений, занесённых в Красную книгу Республики Марий Эл, обитает 21 вид редких беспозвоночных и позвоночных животных, занесённых в Красную книгу Российской Федерации и Красную книгу Республики Марий Эл. |

### ООПТ местного значения
Перечень ООПТ местного значения:
| № | Наименование                            | Дата основания | Местоположение | Площадь, га | Описание |
| - | --------------------------------------- | -------------- | -------------- | ----------- | --- |
| 1 | Дубовая роща                            | 1994, 1999     | Йошкар-Ола     | 135,9       | Дубовая роща представляет собой часть зелёной зоны города, которая используется для массового отдыха населения на территории которой находится памятник природы. В настоящее время в Дубовой роще осталось мало дубов, которые охраняются на территории данного памятника природы; большую ценность представляют посадки лиственницы сибирской, ореха маньчжурского, тополя берлинского. |
| 2 | Сосновая роща                           | 1999           | Йошкар-Ола     | 346,4       | ООПТ местного значения создан с целью улучшение качества, рационального использования, охраны, воспроизводства, повышения экологического потенциала городских зелёных насаждений. Сосновая роща представляет собой часть зелёной зоны города, которая используется для массового отдыха населения. Самую большую ценность имеют вековые сосны, максимальный возраст которых на момент обследования составлял 275 лет, средний — 180 лет. Таких сосен в парке насчитывалось 22 экземпляра. |
| 3 | Нагорный                                | 1999           | Йошкар-Ола     | 51,9        | ООПТ местного значения создан с целью улучшение качества, рационального использования, охраны, воспроизводства, повышения экологического потенциала городских зелёных насаждений. |
| 4 | Лесопарк микрорайона ВДК «Дубовая роща» | 1999, 2010     | Волжск         | 8,8         | Дубрава расположена на левом берегу реки Волга, частично подтопляемая, площадь заболоченных земель — 20 % от площади дубравы. Древесный ярус представлен только дубом черешчатым, кустарниковый ярус отсутствует, надпочвенный покров представлен в основном видами растений устойчивыми к антропогенной нагрузке — подорожник большой, подорожник мелкий, клевер ползучий, тысячелистник, одуванчик лекарственный, злаковые растения. Территория дубравы является местом гнездования дуплогнездных птиц — скворцы, удоды, зелёный дятел; встречаются — дрозд, трясогузка, зяблик, синица большая, дятел белоспинный, соловей, зарянка, горихвостка. |
| 5 | Лесопарк микрорайона «Дружба»           | 1999, 2010     | Волжск         | 11,36       | ООПТ местного значения создан с целью улучшение качества, рационального использования, охраны, воспроизводства, повышения экологического потенциала городских зелёных насаждений. Древесный ярус представлен в основном сосной обыкновенной, редко встречаются рябина обыкновенная, клён американский, кустарниковый ярус представлен боярышником кроваво-красным, надпочвенный покров представлен в основном видами растений устойчивыми к антропогенной нагрузке — подорожник большой, подорожник мелкий, клевер ползучий, тысячелистник, одуванчик лекарственный, злаковые растения.                                                              |

## Бывшие ООПТ
- Государственный зоологический заказник «Устье-Кундышский» (1968[40] — 2004[17]).

Занимал смешанный хвойно-лиственный массив леса на юго-востоке Медведевского района между автодорогой Йошкар-Ола — Кокшайск и рекой Малая Кокшага площадью 8,6 тыс. га. В заказнике охранялись охотничье-промысловые виды животных: лось, бобр, заяц-беляк, медведь, глухарь, рябчик.
- Государственный зоологический заказник «Полевой» (2 сентября 1997[41] — ?)

Располагался на территории Новоторъяльского района (12,5 тыс. га). Заказник организован с целью охраны и воспроизводства диких копытных животных, сохранения среды их обитания и поддержания целостности естественных сообществ. Территория заказника состоит из небольших лесных участков и сельскохозяйственных угодий.
- Государственный заказник «Пекшеевский» (10 января 1995[43] — ?)

Организован на территории Юринского района сроком на 10 лет с целью охраны и воспроизводства поголовья глухаря, тетерева, рябчика, сохранения среды их обитания и поддержания целостности естественных сообществ.
- Государственный заказник «Васильсурские дубравы»[17] (1963[44]— 2005[45])

Зоологический заказник площадью 12 тыс. га в западной части Горномарийского района. Сохраняет охотничьи виды животных (барсук, лось, кабан, тетерев, рябчик) и среду их обитания для создания оптимальных условий их размножения и естественного расселения в соседних охотничьих угодьях. На территории заказника расположены лесные массивы с уникальными нагорными дубравами и ясенем. Территория заказника представляет возвышенную местность от 150 до 180 м над уровнем моря, изрезана большим количеством мелких и глубоких оврагов, что придаёт дубравам некоторое сходство с горными лесами. Пологие, а местами довольно крутые юго-западные склоны на обширной территории правобережья реки Суры и близость крупных рек: Волги, Суры, Ветлуги — обуславливают более тёплый и мягкий климат. Немалую роль в формировании этих дубрав играют серые лесные суглинистые почвы, местами достаточно богатые кальцием и органической лесной подстилкой.
- Государственный заказник «Кумьинский»[17] (? — ?)